# Medina (provins)
Medina (arabiska: ٱلْمَدِيْنَة, al-Madina), officiellt Mintaqat al-Madina al-Munawwara (مِنْطَقَة ٱلْمَدِيْنَة ٱلْمُنَوَّرَة), är en provins i Saudiarabien, vid Röda havet. Den hade 2 389 452 invånare i maj 2022.
Provinsens huvudort är staden Medina.